# Травматична ампутація

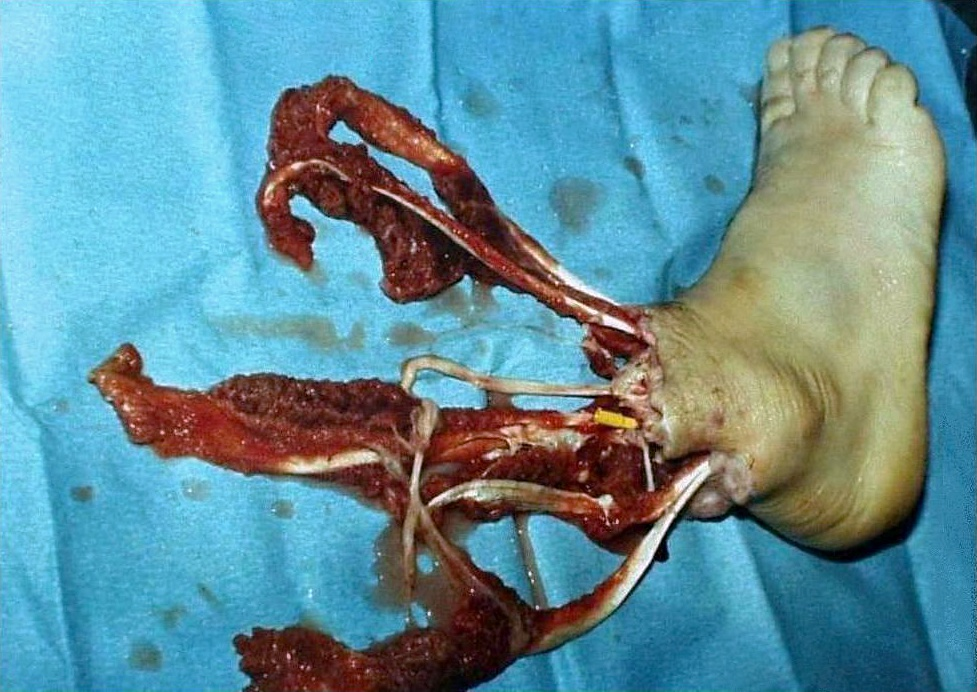
Травматична ампутація стопи та гомілкостопного суглоба корабельним тросом

Травматична ампутація — невідкладний стан, при якому відбувається відсікання, відривання частини або всієї кінцівки (або іншої частини тіла) у результаті механічної дії.

## Причини
Найчастіше травматичні ампутації спричинені нещасним випадком при роботі з ріжучими інструментами, необережним поводженням та відсутністю необхідних засобів безпеки. Травматична ампутація створює безпосередню загрозу крововтрати з гіповолемією, а в подальшому — каліцтво різного ступеня. Охолодження ампутованої частини кінцівки подовжує життєздатність тканин, що створює можливість її реімплантації.

## Класифікація

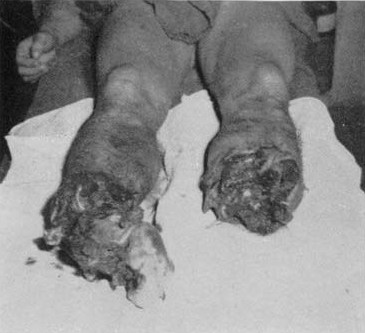
Травматична ампутація обох нижніх кінцівок на рівні гомілок внаслідок вибуху на міні

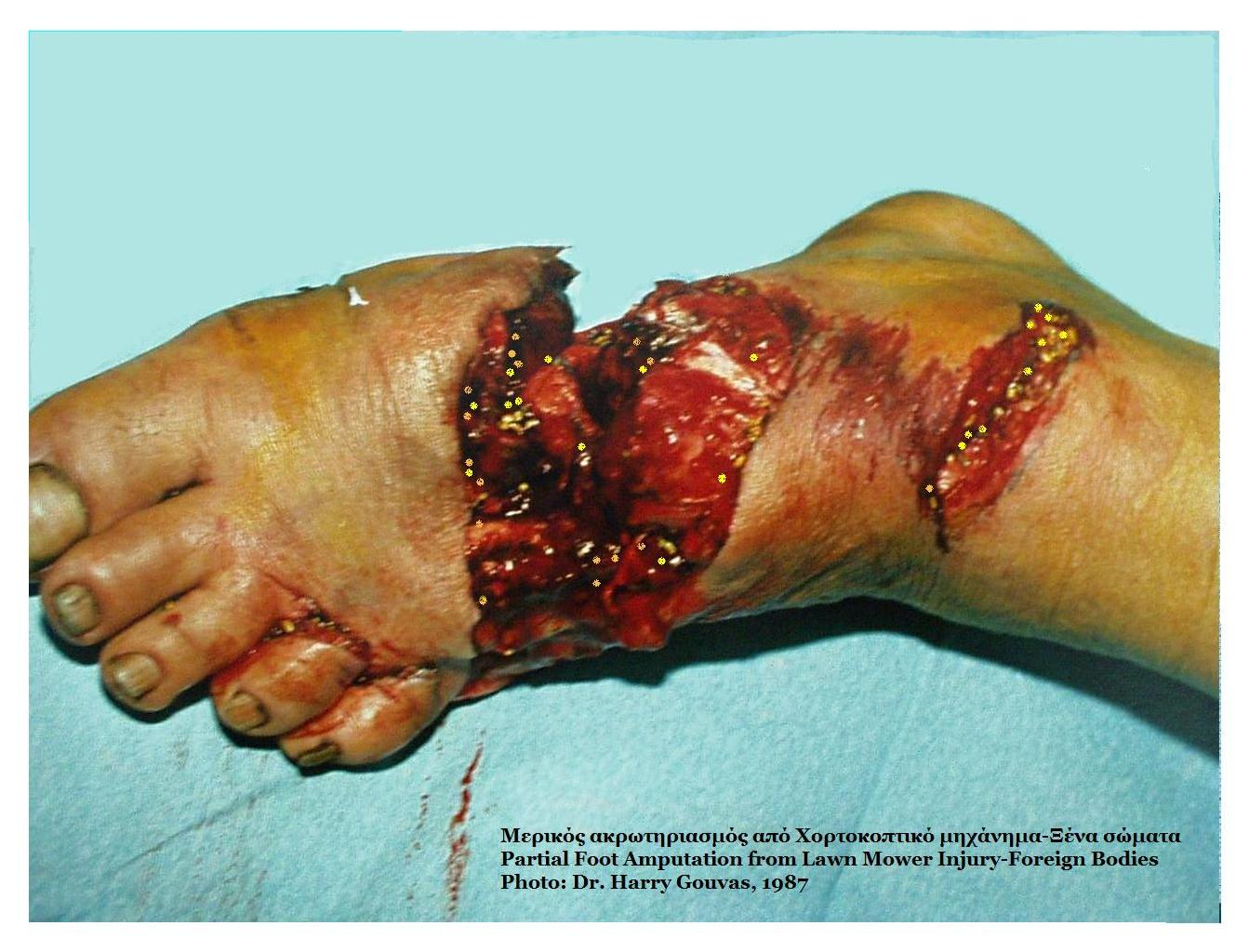
Часткова ампутація стопи газонокосаркою

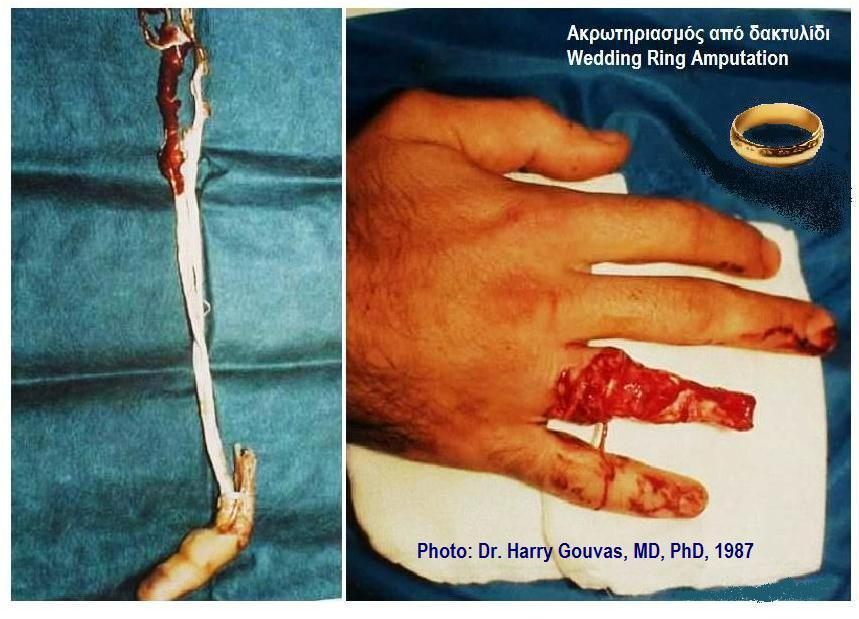
Ампутація пальця обручкою

За механізмом відчленування, травматичні ампутації бувають:
- Гільйотіні

- Електропилкою

- Від розчавлювання

- Скальповані

- Тракційні (відриви)

За видом пошкоджень:
- Неповне відчленовування

- Повне відчленування

- Широке пошкодження (дефект) кісток та м'яких тканин.

За причинами травми:
- Рейкова травма (переїзд колесом поїзда чи трамвая)

- Падіння на кінцівки важкого предмета

- Відсікання кінцівки циркулярною пилкою

- Потрапляння кінцівки у рухомі частини будь-яких механізмів

- Вибухові ушкодження.

## Домедична допомога
За наявності масивної зовнішньої кровотечі, при кровотечі з рани кінцівки та з можливістю її чіткої візуалізації, потрібно здійснити максимально можливий тиск на рану руками та накласти пов'язку, що тисне та оцінити її ефективність. Якщо кровотеча не зупинилась — накласти кровоспинний джгут. Якщо кровотеча не зупинилась, слід збільшити тиск кровоспинного джгута та/або накласти ще один кровоспинний джгут вище першого джгута. Якщо накладання другого кровоспинного джгута не ефективно або відсутня можливість його накладання, слід здійснювати прямий тиск на рану руками до приїзду бригади екстреної (швидкої) медичної допомоги або виконати тампонування рани.
При кровотечі з рани кінцівки без можливості її чіткої візуалізації потрібно накласти кровоспинний джгут максимально високо на кінцівку.
Далі потрібно заспокоїти постраждалого, пояснити свої подальші дії та здійснити виклик екстреної медичної допомоги та дотримуватись вказівок диспетчера прийому виклику. Потім накласти чисту, стерильну пов'язку на культю, надати постраждалому протишокове положення, знерухомити культю та вкрити постраждалого термопокривалом/ковдрою. Забезпечити постійний нагляд за постраждалим до приїзду бригади екстреної (швидкої) медичної допомоги.
За можливістю знайти ампутовану частину тіла, завернути ампутовану частину тіла в стерильну марлю / чисту тканину. Помістити ампутовану частину в поліетиленовий пакет (по можливості видалити з нього повітря), помістити пакет в ємність, заповнену холодною водою/льодом.
При погіршенні стану постраждалого до приїзду бригади екстреної (швидкої) медичної допомоги повторно зателефонувати диспетчеру екстреної медичної допомоги. За можливості зібрати у постраждалого максимально можливу кількість інформації стосовно обставин отримання травми. Всю отриману інформацію передати працівникам бригади екстреної (швидкої) медичної допомоги або диспетчеру прийому виклику.
Під час повного відчленування сегментів та транспортування потерпілого на значні відстані, рекомендовано пакет додатково розташувати в ізотермічний контейнер, або використовувати три пакети для зберігання ампутанту.

## Лікування
- Первинна хірургічна обробка ампутаційної кукси
- Реампутація
- Реімплантація

## Ускладнення
Найбільш небезпечне ускладнення — травматичний шок. Він тим важчий, чим більший рівень травматичної ампутації. Найбільш важкий, нерідко необоротний шок виникає під час ампутації обох стегон. На тяжкість шоку впливають також (у 80 % потерпілих із травматичною ампутацією) інші травми кінцівок та внутрішніх органів. Такі пошкодження можуть домінувати у клінічній картині та визначати прогноз.
Інші загальні ускладнення (гостра ниркова недостатність, жирова емболія, тромбоемболія) тісно пов'язані з тяжкістю шоку, повноцінністю лікування та з тяжкістю травми.
Найчастіші гнійно-септичні ускладнення: гнійно-некротичний процес у ранніх культях, остеомієліт, іноді сепсис, анаєробна інфекція в культі, правець.